# Passeport du Vatican
Passeport du Vatican peut désigner deux passeports émis par deux autorités différentes :
- le premier est délivré par le Saint-Siège, l'entité spirituelle qui délivre des passeports personnels, diplomatiques et de service aux personnes au service du Saint-Siège.
- le deuxième est délivré par l'État de la Cité du Vatican, l'entité séculière qui délivre des passeports normaux à ses citoyens.

Le Vatican comptait 921 habitants en 2014 et la citoyenneté vaticane n'est pas l'expression d'une appartenance nationale. En 2018, l’État compte 618 citoyens, dont seulement 246 (dont 104 membres de la Garde suisse) vivent entre ses murs.
La loi de la Cité du Vatican sur la citoyenneté, la résidence et l'accès, promulguée le 22 février 2011, classe les citoyens en trois catégories :
- les cardinaux résidant au Vatican ou à Rome ;
- les diplomates du Saint-Siège ;
- les personnes résidant à la Cité du Vatican en raison de leurs fonctions ou de leurs services. L'attribution effective de la citoyenneté est uniquement requise pour cette catégorie.

Les passeports diplomatiques du Saint-Siège, et non les passeports de l'État du Vatican, sont détenus par les membres du service diplomatique du Saint-Siège. Le pape en tant que chef de l’État n'a pas besoin de passeport même s'il est à noter que le pape François voyageait avec un passeport argentin.
Les passeports délivrés par la Cité du Vatican sont en italien, français et anglais, ceux délivrés par le Saint-Siège sont en latin, français et anglais.
Un autre ordre spirituel délivre aussi des passeports, en l’occurrence l'ordre souverain de Malte.

## Liste des pays sans visa ou visa à l'arrivée
Selon le classement Henley des passeports, ce passeport permet de voyager sans visa vers 153 destinations dont l'ensemble des pays de l'Europe (Union européenne, Association européenne de libre-échange, Saint-Marin) sauf la Russie.
Il n'y a pas de contrôle entre l'Italie et le Vatican.